# Чорний вівторок (1994)
Чорний вівторок (1994) — обвальне падіння курсу рубля по відношенню до долара 11 жовтня 1994. За один день на Московській міжбанківській валютній біржі курс долара зріс з 2833 до 3926 рублів за долар (+38,58%). У доповіді, яка була підготовлена спеціальною комісією, говорилося, що основною причиною обвалу є «розкоординованість, невчасність, а часом і некомпетентність рішень та дій федеральних органів влади».
В результаті «чорного вівторка» були відправлені у відставку голова ЦБ Віктор Геращенко та виконувач обов'язків міністра фінансів Сергій Дубінін.
Особливістю, що відрізняє «чорний вівторок» від інших обвалів рубля, була короткочасність падіння курсу: вже 14 жовтня 1994 (після так званого «червоного четверга») курс становив 2994 рубля за долар, тобто повернувся практично на колишній рівень.
Вперше словосполучення "чорний вівторок" стало загальновідомим після обвалу курсу рубля 22 вересня 1992, коли за день долар виріс відразу на 35,5 руб. - З 205,5 до 241 руб. (+17,27)%).